# Gustava Kielland

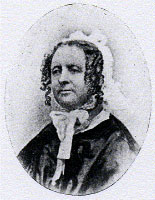
Gustava Kielland.

Susanne Sophie Caroline Gustava Kielland, född Blom den 6 mars 1800 i Kongsberg, död den 28 februari 1889 i Skien, var en norsk författare, gift med Gabriel Kirsebom Kielland, mor till Gustav Blom Kielland.
Gustava Kielland beskrivs som en älsklig personlighet, namnkunnig för sitt arbete i missionens tjänst. Hon författade flera vackra barnsånger och gav i Erindringer fra mit liv (1882; flera upplagan) livliga skildringar från en troende prästs hem under brytningstiden.